# تاج مؤقت

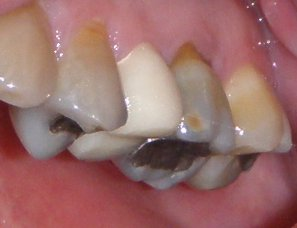
تاج مؤقت على دعامة سنية (باللون الأبيض).

التاج المؤقت (بالإنجليزية: Temporary crown)‏ هو نوع من الترميمات السنية يغطي الأسنان لفترة مؤقتة إلى حين اكمال التاج الدائمي. يُصنع التاج المؤقت في معظم الأحيان من راتنج الأكريليك أو من الراتنج ذو البلمرة الضوئية أو الكيميائية أو من الألومنيوم.
تحمي التيجان المؤقتة السن من الحساسية وتمنع انزياح الأسنان المجاورة وتوفر مظهرًا جماليًا بالإضافة إلى المحافظة على شكل اللثة. 

## الوظيفة
- تعزيز المظهر الجمالي

الوظيفة الأساسية لتاج الأسنان المؤقت هي توفير مظهر جمالي للأسنان خصوصًا إذا كانت السن المفقودة سنًا أمامية، يستطيع المريض أيضًا تقييم المظهر الجمالي للتاج المؤقت ليُعتمد تصميمه في التاج النهائي.
- تعزيز وظيفة السن

يحافظ التاج المؤقت على وظيفة مضغ الطعام بالنسبة للأسنان الخلفية، بالإضافة إلى كونه يمنع انزياح الأسنان المجاورة له.
- التأكد من كمية السن المحضرة

يساعد التاج المؤقت في التأكد من كفاية كمية السن المتبقية بعد تحضيرها وملاحظة إي عيوب محتملة لتصحيحها في التاج النهائي.
- منع حساسية الأسنان المفرطة

عن طريق تغطية النبيبات العاجية ومنع حركة السوائل داخلها.
- منع دخول البكتريا إلى العاج السني

يمنع التاج المؤقت دخول البكتريا والتسبب بالتسوس الذي قد يصل إلى اللب بسهولة. 

## التاج مسبق التحضير

### العيوب
- لا يتناسب تمامًا مع شكل السن المحضرة.
- تتطلب تصنيع العديد من التيجان بأحجام مختلفة لتناسب مع الاختلافات المورفولوجية.

1. تيجان البولي كربونات
هي تيجان بلون الأسنان أكبر بقليل من حجم السن المحضرة وتُصغر لتتناسب أبعادها مع السن باستخدام راتنج الأكريليك ثم يُطبق هلام النفط (الفازلين) على أسطح السن ويوضع التاج.
2. تيجان البلاستيك
تُملئ التيجان البلاستيك الشفافة براتنج الأكريليك وتُدخل في السن المحضرة للحصول على تاج مؤقت من الراتنج، يمكن عمل ثقوب صغيرة على حافات الأسنان الأمامية وشرفات الأسنان الخلفية لتقليل خطر تكون فقاعات الهواء في الراتنج.
3. تيجان الراتنج المركب السني
تعتبر تيجان راتنج المركب السني مسبقة التحضير ناعمة الملمس وسهلة التحضير، تبلمر هذه التيجان جزئيًا في الفم ثم تُزال وتبلمر تمامًا خارج الفم، يمكن ملاحظة اطباق التاج المؤقت وتصحيحه قبل أن يُلصق التاج على السن.
4. التيجان المعدنية
إذا كان التاج الدائمي يحتاج إلى استبدال يمكن استخدامه لفترة مؤقتة بعد تعديله وإزالة تجمعات البكتريا إلى حين تصنيع التاج الدائمي الجديد.

## التاج المؤقت المصنوع خصيصًا للمريض
يمكن صنع التيجان المؤقتة في عيادة طبيب الأسنان باستخدام قالب مُصنع خصيصًا لسن المريض المُحضرة إذا كان هيكلها سليمًا. يسمح هذا النوع من التيجان بنمو أنسجة اللثة حول التاج ويستخدم في اغلب الأحيان مع الغرسات السنية. 

### خطوات تصنيع التاج المؤقت المصنوع خصيصًا للمريض[3]
1. تؤخذ طبعة سلبية للسن.
2. تُحضر السن بتصميم يختاره طبيب الأسنان.
3. تُدهن السن المُحضرة باستخدام الفازلين لتسهيل إزالة التاج المؤقت.
4. تُملئ الطبعة السلبية للسن بمادة راتنج الأكريلك ثم يوضعان على السن المحضرة.
5. تُزال المادة قبل اكمال عملية خمالبلمرة لتكون المادة في وضعها المطاطي.
6. يُلمع التاج المؤقت باستخدام أقراص التلميع.
7. يحفص طبيب الأسنان اطباق المريض في موقع التاج المؤقت ويعدله إذا لزم الأمر.
8. يُلصق التاج المؤقت باستخدام الملاط السني على السن المحضرة، ويُزال الملاط الزائد في الحواف باستخدام خيط الأسنان.

## لصق التاج المؤقت بالملاط السني
ايجب أن يظهر الملاط السني المثالي هذه الخصائص:
1. قابلية استبقاء التاج المؤقت لعدة أشهر.
2. سهولة إزالة التاج المؤقت عند طبيب الأسنان.
3. سهولة إزالة الملاط السني الزائد بين الأسنان.
4. تطابق حيوي مع المادة المصنوع منها التاج المؤقت.

لا يُحبذ استخدام الملاط السني اللاصق لصعوبة إزالته على عكس الملاط المحتوي على اليوجينول. 